# Поколение, достигшее цели
«Поколение, достигшее цели» (англ. Target Generation, другое название англ. Spacebred Generations) — научно-фантастический рассказ американского писателя Клиффорда Саймака. Впервые опубликован в 1953 году. Переводы на русский язык — А. Иорданского, Д. Жукова.

## Сюжет
Космический корабль отправлен с Земли к другой звезде, и за время полёта должно смениться сорок поколений людей. Корабль имеет полностью автоматическое управление полётом и системы жизнеобеспечения. Люди через несколько поколений полностью утратили научные знания, грамотность и адекватные представления о том, где они находятся и зачем. Книги были уничтожены, грамотность и научные знания были объявлены вредными и наказуемыми. Знания о начале полёта и его цели были заменены Мифом о Корабле как центре мира и источнике жизни. Корабль и картины с изображениями земных пейзажей стали объектами религиозного поклонения. Но однажды двигатели корабля отключаются, распределение тяготения меняется. Тем не менее, люди продолжают вести прежний образ жизни.
Главный герой, Джон Хофф, был тайно научен грамотности своим отцом и получил от него знание о том, что их существование имеет какую-то иную цель, которую они когда-то достигнут, и что на корабле в тайном месте хранится письмо, которое надо вскрыть «в случае крайней необходимости», прочесть и выполнить написанное в нём. Когда он прочёл письмо и включил машину, автоматически вкладывающую в него научные знания, он понял, что их космический полёт к другой звезде подходит к концу, и на заключительном этапе необходимо управлять кораблём вручную, чтобы избежать падения на звезду и выполнить поиск пригодных для жизни планет.
Его лучший друг Джим, один из руководителей культа, застаёт Джона за чтением и обвиняет его в ереси. Понимая, что Джим соберёт людей, Джон применяет прилагаемое к письму оружие и убивает Джима. Он запирается в командной рубке и принимает на себя управление кораблём. Ему удаётся отвести корабль от падения на звезду и направить его к одной из двух пригодных для жизни планет. Тем временем общество раскалывается, происходят убийства, сторонники культа берут верх. Пятая планета системы, к которой Джон направил корабль, оказывается непригодной для жизни. Изнемогающий от голода и жажды Джон направляет корабль ко второй планете. Его жена, рискуя жизнью, прорывается к кабине и приносит мужу еду и воду. Вторая планета подходит для жизни людей. Корабль совершает посадку, автомат приказывает, чтобы люди вышли из корабля и объявляет, что выпустит ядовитый газ.
Джон понимает, что всё, происшедшее на корабле, в том числе и его текущие поступки, было запланировано заранее, что невежество, охватившее корабль, также было частью плана, ведь представители промежуточных поколений не смогли бы жить на корабле, зная, что являются всего лишь переносчиками жизни, и им никогда не увидеть цели путешествия.